# لوكاس ليفا

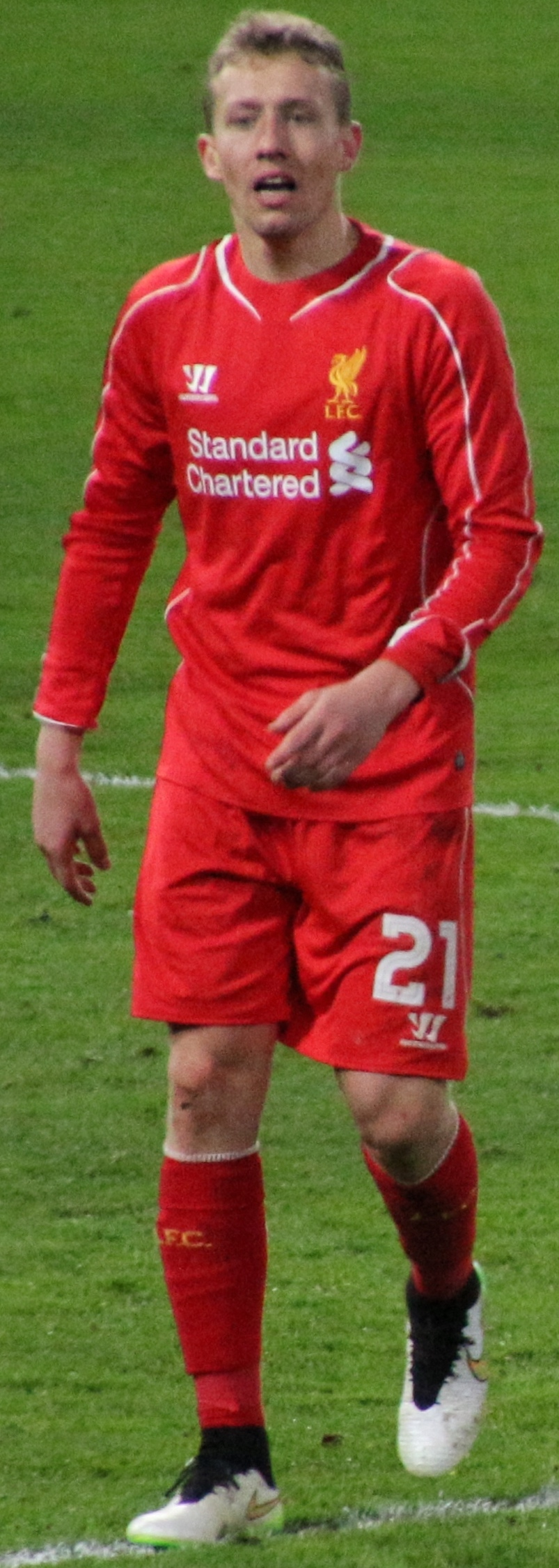

لوكاس بيتزيني ليفا (بالبرتغالية: Lucas Pezzini Leiva‏)، (مواليد 9 يناير 1987 في دورادوس - البرازيل) لاعب كرة قدم برازيلي سابق، كان يلعب في مركز الوسط الدفاعي.
في 17 مارس 2023، أعلن لوكاس ليفا اعتزاله كرة القدم بشكل نهائي بسبب مشاكل في القلب.

## كوبا أمريكا 2011
شارك أساسي في جميع المباريات.وطرد في ربع النهائي ضد منتخب باراغواي لكرة القدم التي خرج منها المنتخب من البطولة.

## روابط خارجية
- لوكاس ليفا على موقع الاتحاد الدولي (مؤرشف)  (الإنجليزية)
- لوكاس ليفا على موقع الاتحاد الأوربي (الإنجليزية)
- لوكاس ليفا على موقع قاعدة بيانات كرة القدم.إي يو (الإنجليزية)
- لوكاس ليفا على موقع ليكيب (الفرنسية)
- لوكاس ليفا على موقع ناشيونال فوتبول تيمز (الإنجليزية)
- لوكاس ليفا على موقع Soccerbase.com (لاعب) (الإنجليزية)
- لوكاس ليفا على موقع Soccerway.com (الإنجليزية)
- لوكاس ليفا على موقع عالم كرة القدم.نت (الإنجليزية)
- لوكاس ليفا على موقع كووورة
- لوكاس ليفا على موقع أوليمبيديا (الإنجليزية)